# Удж

1 Удж Чобаногуллары 2 Удж, впоследствии ставший бейликом Караманогуллары.
3 Удж, впоследствии названный бейлик Инанчогуллары или бейлик Ладик. A Трапезундская империя B Никейская империя (затем — Византийская империя)
C Латинская империя (затем — Византийская империя) D Киликийская Армения E Государство сельджуков

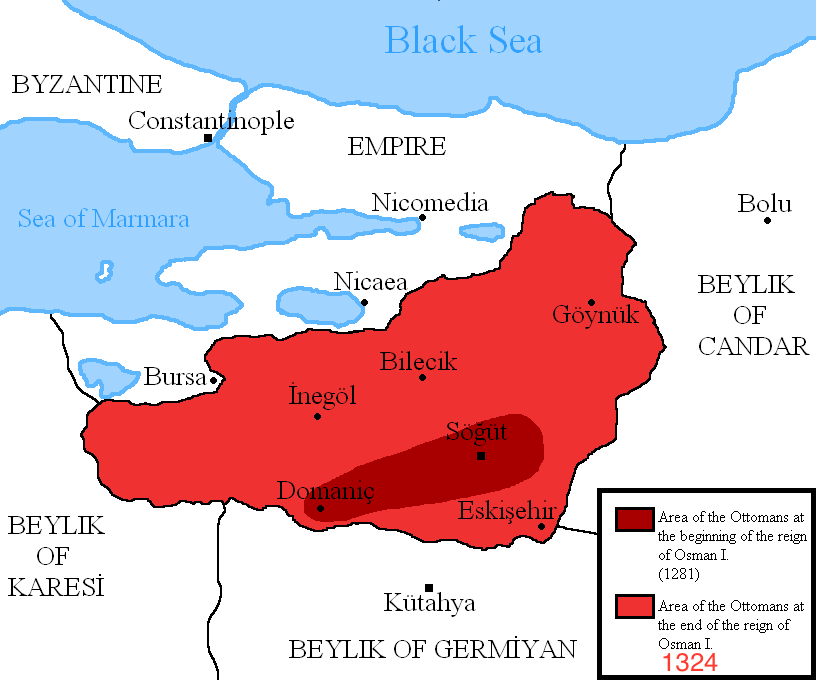
Изначальный удж Эртогрула и последующий рост Османского бейлика за счёт византийской территории во время правления Османа I

Удж или Уч (тур. Uç) — «удж» (букв. «Край, вершина, конец») часто описывается как «своего рода ничейная земля», в которой доминировали кочевники-туркмены. Это была территория мусульманского государства (в основном в Анатолии, на Балканах и Иберийском полуострове) на границах. Главы племен получали в вассальное владение и управление удж в обмен на обязательство по защите границ от внешних врагов, зачастую - христиан.

## Иерархия
Верховный главнокомандующий уджа именовался удж-бей.  По другую сторону уджа располагались  приграничные территории (византийские акроны в Анатолии или пиренейские марки в Иберии). Существование уджей было особенно выгодно центральной сельджукской власти в XIII веке. Сельджукские султаны номинально не воевали с восстановленной Византийской империей: они лишь посылали в уджи самых беспокойных кочевников, направляя таким образом экспансивные устремления полуавтономной местной кочевой на грабеж иноверцев-греков, а также на захват греческих  земель.
С другой стороны, местные лидеры разных национальностей по обе стороны византийско-сельджукской границы иногда имели хорошо налаженные деловые и личные отношения, о чём свидетельствуют пример Михаила Палеолога, успевшего поработать в качестве приграничного стратега на византийской, а затем в должности «удж-бея» и на сельджукской стороне границы прежде чем стать императором Византии. Полуавтономное существование таких городов как Магнесия и особенно Филадельфия в поздней Византии также по-видимому объяснялось трансграничным влиянием «удж-культуры» феодально раздробленного Конийского султаната.

## Жизнь и быт
На жизнь в уджах накладывал свой отпечаток военно-кочевой быт тюрок. Часть кочевников всегда несла дозорную службу. В разведке, как правило, была легкие конники (в османском бейлике называемые «акынджи»), которые постоянно высматривали врага. Традиции акынджи сложились под влиянием акойли среднеазиатских туркмен, которые в немалых количества подошли к границам Византии в конце XIII века. Другая часть племени пасла стада, занимаясь снабжением воинов продовольствием. Женщины и дети часто также носили оружие. На уджах туркмены возводили крепости, но часто просто ремонтировали захваченные византийские (к примеру ту же Улуборлу, ранее известную как римская Аполлония). Опустевшие и полуразрушенные византийские крепости и города получили название карахисар, буквально чёрная крепость. В уджах тем не менее велось активное строительство мечетей, основание вакуфов, широкое распространение получил суфизм мистического толка.

## Население
Судя по разрушенной византийской крепости Сагалассос, отношения между христианскими жителями города и прибывающими турками были враждебными. По этой причине туркмены начали селиться не в самом «карахисарe» (как и во многих подобных случаях), а в отдельном поселке на его окраине. 
Население некоторых захваченных греческих городов частично сохранилось, хотя и в значительно сокращенном виде. Оставшиеся греки-христине эксплуатировались в налоговом плане (зимми), также использовались как источник девширме (детского налога), женщины — в качестве проституток, рабынь, наложниц (мусульманкам это было строжайше запрещено). В любом случае, оставшиеся в сельджукских уджах греки подверглись постепенной тюркизации и исламизации. Также, переходя на  оседлый образ жизни, туркмены подселялись поближе к  полуразрушенным византийским городам, имитировали их экономику